# Didymocentrus krausi
Espèce
Synonymes
- Didymocentrus concavimanus Francke & Stockwell, 1987

Didymocentrus krausi est une espèce de scorpions de la famille des Diplocentridae.

## Distribution
Cette espèce se rencontre au Salvador, au Honduras, au Nicaragua et au Costa Rica sur leurs versants pacifiques,.

## Description
La femelle juvénile holotype mesure 29,45 mm.
Le mâle décrit par Teruel & Stockwell mesure 31,25 mm.

## Systématique et taxinomie
Didymocentrus concavimanus a été placée en synonymie par Armas en 1996.

## Étymologie
Cette espèce est nommée en l'honneur d'Otto Kraus.

## Publication originale
- Francke, 1978 : Systematic revision of diplocentrid scorpions (Diplocentridae) from circum-Caribbean lands. Texas Tech University Museum Special Publications, no 14, p. 1-92 (texte intégral).